# 공기 주입구
공기 주입구는 밸브를 갖고 있어 기체를 받아들인 다음에 저절로 닫히게 만들어 내부 압력을 계속 갖고 있도록 만드는 장치다. 타이어에 공기를 넣어 부풀어 오르게 하는 것이나, 기체가 나가지 못하도록 하는 용수철과 같은 구조이다. 보통 자동차나 자전거 바퀴 등에 많이 쓰인다.

## 슈래더

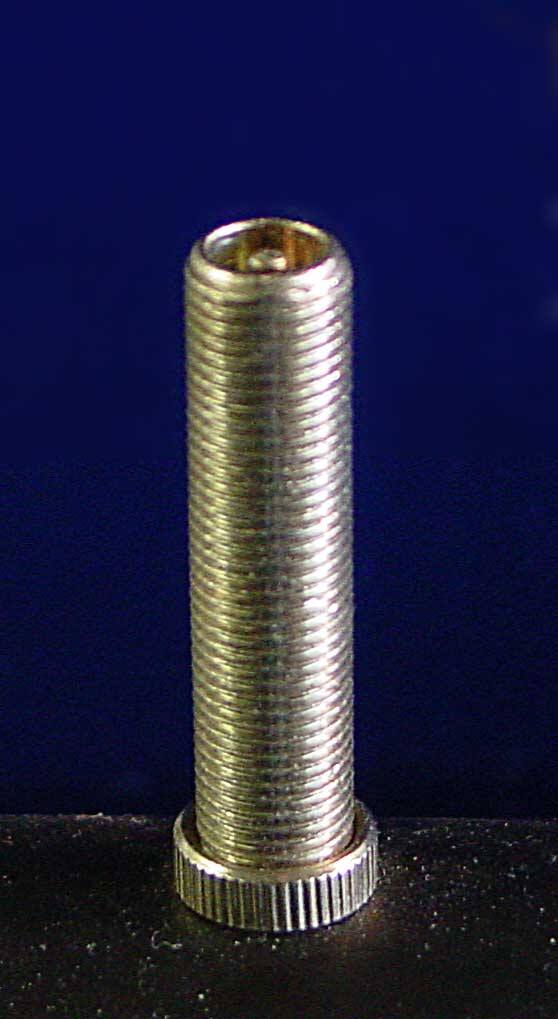
슈래더 공기 주입기

슈래더 밸브 또는 미국 밸브는 가는 용수철을 조립한 버섯꼴 밸브로 만든다. 사실상 대부분 자동차나 오토바이 타이어와 넓은 바퀴테를 가진 자전거 타이어에 쓰인다. 다양한 지름을 가진 슈래더 밸브가 냉동장치, 에어컨, 배관, 연료분사 엔진, 완충장치와 스쿠버 다이빙 공기 조절기 등을 사용 중에 호스를 뗐따 붙였다 할 수 있게 하는 장치로 쓰인다. 스트라이다 자전거에 쓰이고 있다.

## 프레스타

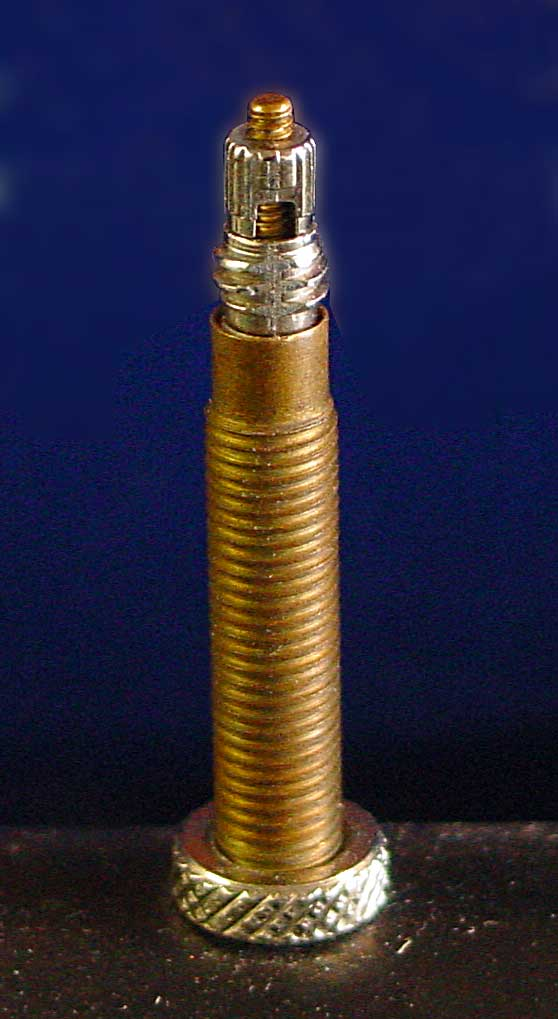
프레스타 공기 주입기

프레스타 밸브는 스크라버랜드 밸브, 프렌치 벨브 등으로 부르기도 하는데 자전거에만 쓰인다. 주입구는 가장 가느다란 슈래더(지름 8mm)에 비해, 보통 6mm 정도로 작은 편이다. 도로 자전거, 산악 자전거 등 전문 운동용 자전거에 많이 쓰인다.

## 던롭

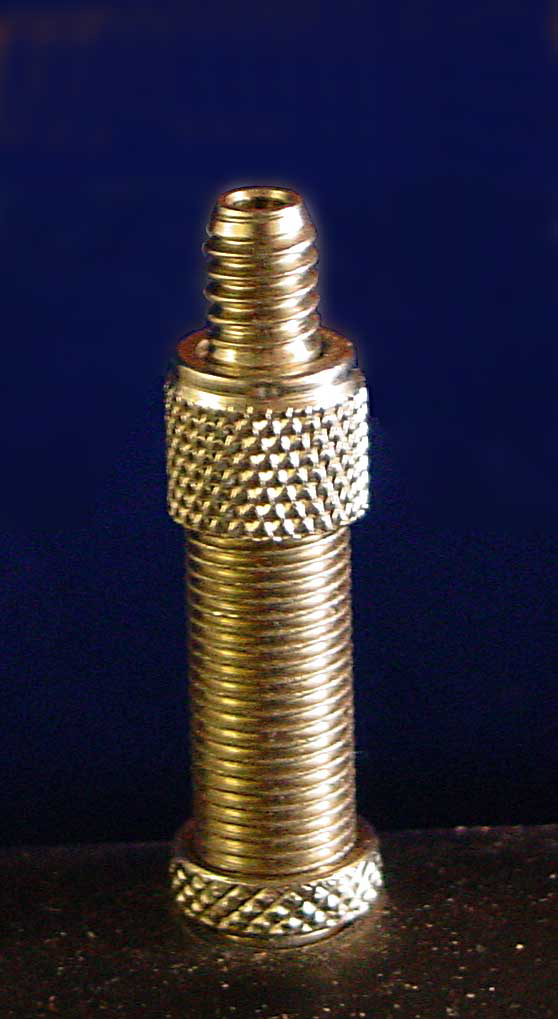
던롭 공기 주입기

던롭 밸브, 우즈 밸브, 영국 밸브는 영국에서 한때 유행했던 방식이다. 아직도 일본, 인도, 러시아, 네델란드, 독일, 핀랜드, 스웨덴, 개발도상국 등에서 중 저가 자전거에 많이 쓰이고 있다. 한국에서는 일반 자전거에 많이 사용되며 미세한 공기조절이 어려워 MTB나 도로 자전거와 같은 특수자전거에는 부적합하다.

## 기타
레지나 밸브는 프레스타와 비슷한데 이탈리아에서 많이 쓰인다. 스템이 없이 뚜껑만 있어서, 공기를 주입할 때는 뚜껑을 열고 전용 스템을 연결해서 공기를 넣는다.